# Vass Tibor (költő)
Vass Tibor (Miskolc, 1968. augusztus 8.–) költő, képzőművész, a Spanyolnátha művészeti folyóirat alapító főszerkesztője.

## Életútja
Szülei: Vass Sándor és Sándor Julianna. A nyíregyházi Bessenyei György Tanárképző Főiskolán folytatott felsőfokú tanulmányokat tanító-népművelés szakon 1986-1989 közt. Miskolcon az Észak-Magyarország Újságíró Stúdióban kapott újságírói képzést 1989-1990-ben. 1992-től az Észak-Magyarország kritikai rovatát szerkesztette, 1993-95 közt az Időjelek című folyóirat, 1995-97 közt az Új Holnap, 1994-től a Déli Hírlap szerkesztője. 1996-98 közt az Észak-Magyarország irodalmi rovatát szerkesztette. 1997-98-ban a Hajdú-Bihari Napló, a Kelet-Magyarország és az Észak-Magyarország közös mellékletének irodalmi rovatát vezette. 1998-tól a Tipp Magazin filmkritikusa. Közben 1995-97 közt magyar irodalmat tanított a Miskolci Bölcsész Egyesületben.
Saját költeményekkel, novellákkal 1992-től, 1994-től vizuális költészeti munkákkal is jelentkezik.

## Tagság szakmai szervezetekben
- Magyar Tehetséggondozó Társaság (1993-)

- József Attila Kör (1995-2008)

- Magyar Írószövetség (1995-)

- Pulszky Társaság – Magyar Múzeumi Egyesület (1996-)

- Magyar Alkotóművészek Országos Egyesülete (MAOE, 1996-)

- Kapos Art Képző- és Iparművészeti Egyesület (1996-)

- Magyar Újságírók Országos Szövetsége (1998-)

- Szépírók Társasága (2005-)

- Széchenyi Irodalmi és Művészeti Akadémia Miskolci Területi Csoportja (2006-)

- Magyar Művészeti Akadémia nem akadémikus köztestületi tagja (2014-)

## Alapító tagság
- Új Bekezdés Művészeti Egyesület (1991-1996)

- Fiatal Írók Szövetsége (1998-2000)

- Magyar Írószövetség Avantgárd Szakosztály, Bohár András Kör (2007-)

- Magyar Elektrográfiai Társaság (2001-)

- Magyar Irodalomtörténeti Társaság Szépíró Tagozata (2009-)

- Magyar Írószövetség Digitális Munkacsoport (2014-)

## Tiszteletbeli tagság
- József Attila Kör (2008-)

## Alapító
- Miskolci Képes Műhely, Miskolci Galéria (1996-1998)

- Marcelland Nemzetközi Művészeti Gyűjtemény (1998-)

- Légyott, Miskolci Nemzetközi Operafesztivál (2001-)

- Szabó+, Ifjúsági és Szabadidő Ház, Miskolc (2003-2010)

- Spanyolnátha művészeti folyóirat (2004-)

- Spanyolnátha Nemzetközi Küldeményművészeti Biennále (2006-)

- Önök kerték Spanyolnátha Kertfesztivál (2008-)

- Spanyolnátha Könyvek (2009-)

- Spanyolnátha Nemzetközi Mail Art Művésztelep (2010-)

- Intro Múzeumpedagógiai Program (2012-)

- Magyar Küldeményművészeti Társaság (2015-)

## Tisztségek
- Új Bekezdés Művészeti Egyesület, elnök (1991-1996)

- Magyar Írószövetség Észak-magyarországi Csoportja, vezetőségi tag (1995-2008)

- Fiatal Írók Szövetsége, elnökségi tag (1999-2000)

- Széchenyi Irodalmi és Művészeti Akadémia Miskolci Területi Csoportja, titkár (2005-2010)

- Példa Képfőiskola Kortárs Művészeti Alapítvány, elnök (2006-)

- Magyar Küldeményművészeti Társaság, elnök (2015-)

## Egyéb civil tevékenység
- Múzsák Kertje, Társadalmi Elnökség tagja, Miskolc (2011-)

- Miskolci Kocsonyafesztivál, védnök (2012)

- Miskolc, Búza tér, TÁMOP-projekt, irodalmi témavezető (2012-2013)

- Miskolc megtalálása, TÁMOP-projekt, képzőművészeti témavezető, irodalmi szaktanácsadó (2013)

- SPriNt Tanoda, Hernádkak, projektmenedzser (2014-)

## Kötetei
- Szemetekbe bújok. Irodalmi antológia; szerk. Vass Tibor, Cseh Károly; Új Bekezdés, Miskolc, 1991
- Első hangon. Fiatal írók antológiája; vál., szerk. Kabai Zoltán és Vass Tibor; Új Bekezdés, Miskolc, 1992 (Új Bekezdés könyvek)
- Időjelek. Szépirodalmi antológia; szerkbiz. elnöke Vass Tibor, szerk. Böszörményi Sándor et al.; Új Bekezdés, Miskolc, 1992 (Új Bekezdés könyvek)
- Hó, ima, virág; Új Bekezdés, Miskolc, 1992 (Új Bekezdés könyvek)
- Kettőspont. Pont, vessző, betű, szabad szövegelések; Új Bekezdés, Miskolc, 1993 (Új Bekezdés könyvek)
- Forgószél. Lírai készülődés a kőkorszakra harminc tételben; Új Bekezdés, Miskolc, 1993 (Új Bekezdés könyvek)
- Első hangon. Fiatal írók szépirodalmi antológiája; szerk. Kabai Zoltán, Vass Tibor, Vincze Csaba; Új Bekezdés, Miskolc, 1993 (Új Bekezdés könyvek)
- Rend a lelkem mindennek; szöv. Vass Tibor, kép Urbán Tibor; Új Bekezdés, Miskolc, 1996 (Új Bekezdés könyvek)
- Hamismás (versek, Orpheusz, Budapest, 2000)
- Fürge újak könyve (versek, Szépmíves, Miskolc, 2000)
- Előzuhany kötelező (versek, Bereki Irodalmi Társaság, Berekfürdő, 2002)
- Esőnap (versek, Parnasszus, Budapest, 2003)
- Bevallás garnitúra (versek, Orpheusz, Budapest, 2004)
- Kezeit csókolja dr. Tóth. Bakos András, Balla D. Károly, Berniczky Éva, Danyi Zoltán, Nagy Abonyi Árpád és Vass Tibor retusált történetei; szerk. Beszédes István; zEtna, Zenta, 2006 (Vulkáni Helikon)
- Felhasznált irodalom (recenziók, Parnasszus, Budapest, 2007)
- Nem sok sem (válogatott és új versek, Parnasszus, 2008)
- Semmi szín alant (versek, Spanyolnátha, Hernádkak, 2010)
- Mennyi semenni (versek, Spanyolnátha, Hernádkak, 2012)
- Legszebb versei (versek, AB-Art, Pozsony, 2014)
- A Nagy Bibin (versek, elektrográfiák, Spanyolnátha, 2014)
- Tízeset. A tízéves Spanyolnátha művészeti folyóirat antológiája. The anthology of the 10-year-old Spanyolnátha art journal; szerk. Vass Tibor; angolra ford. Szilágyi Levente, Tóth Tamás; Miskolci Galéria–Példa Képfőiskola Kortárs Művészeti Alapítvány, Miskolc–Hernádkak, 2014 (Spanyolnátha könyvek)
- A vers legyen veletek. In memoriam; szerk. Turczi István, Vass Tibor; Tipp Cult, Bp., 2015
- Húszimádóknak; szerk. Vass Tibor; Példa Képfőiskola Kortárs Művészeti Alapítvány, Hernádkak, 2015 (Spanyolnátha könyvek)
- A Nagy Bibin és a műlovarnő; Példa Képfőiskola Kortárs Művészeti Alapítvány, Hernádkak, 2016 (Spanyolnátha könyvek)
- 95 szín-tézis; szerk. Vass Tibor; Példa Képfőiskola Kortárs Művészeti Alapítvány, Hernádkak, 2017 (Spanyolnátha könyvek)
- El, Kondor, pláza. Kondor Béla emlékének is; Példa Képfőiskola Kortárs Művészeti Alapítvány, Hernádkak, 2018 (Spanyolnátha könyvek)

## Fontosabb irodalmi díjak
- Kassák-díj (1995)

- Szabó Lőrinc-díj (2003)

- József Attila-díj (2009)

## Fontosabb ösztöndíjak
- Magyar Kulturális Szövetség mail art alkotói ösztöndíja (1996)

- Nemzeti Kulturális Alap irodalmi alkotói ösztöndíja (2006, 2013, 2016)

- Miskolc város irodalmi és képzőművészeti alkotói ösztöndíja (1998, 2002, 2006, 2012)

## Fontosabb képzőművészeti díjak
- Közép-Kelet-Európai Képeslap nemzetközi mail art kiállítás fődíja (Kaposvár, 1995)

- XXI. Országos Grafikai Biennále közönségdíja (Miskolc, 2002)

- Miskolci Téli Tárlat díja (Miskolc, 2005)

- Tribuna Graphic nemzetközi grafikai kiállítás diplomája (Kolozsvár, 2012)

- Bohár András emlékérem (Miskolc, 2013)

- Táj boksz diploma és emlékérem, Herman Ottó Múzeum-Miskolci Galéria (Miskolc, 2015)

## Egyéb díjak, elismerések
- Tanítani irodalmi pályázat 3. helyezett (Nyíregyháza, 1987)

- Diáktoll irodalmi pályázat 1. helyezett (Nyíregyháza, 1989)

- Észak-Magyarország Nívódíj (Miskolc, az év külső munkatársa, 1995)

- Minolta Magyarország képzőművészeti alkotói támogatása (Miskolc, 1994)

- Magyar Posta mail art munkajutalma (Budapest, 1999, 2000)

- Miskolci Postaigazgatóság munkajutalma (1998, 2000)

- mail art díjak: Brazília, Spanyolország, USA (1998-2000)

- Print and Publishing fotópályázatának oklevele (1999)

- Országos Millenniumi Képvers-pályázat 3. díja (Székesfehérvár, 2000)

- Magyar Rádió és a Pécsi Nemzeti Színház novellapályázat különdíja (Pécs, 1996)

- Pánsíp különdíja (Ungvár, 1996)

- Internetto novellapályázat 1. díja (Budapest, 1997), közönségdíja (1997), különdíja (1998)

- Magyar Fotográfiai Múzeum diplomája (Kecskemét, 1998)

- Magyar Alkotóművészek Országos Egyesülete alkotói támogatása (Budapest, 1999)

- Terasz.hu tárcapályázat 2. díja (Budapest, 2001)

- Berek Barátja Emlékplakett (Berekfürdő, 2006)

- VersGondnok-díj (Budapest, 2004)

- Aranyvackor gyermekirodalmi pályázat közönségdíj, 5. helyezett (Budapest, 2007)

- Monológ mesterlevél és Dranka-kör emlékérem, TP Galéria (Miskolc, 2011)

- Mesterlevél és Dranka-kör emlékérem, Teátrum Pincehely Galéria (Miskolc, 2012)

- Szívesen, emlékérem, Miskolci Galéria Városi Művészeti Múzeum (Miskolc, 2012)

- Xerox(ok), díszoklevél, Teátrum Pincehely Galéria (Miskolc, 2013)

- Hernádkak Kultúrájáért Emlékplakett (Hernádkak, 2014)

## Önálló kiállításai
- Kettőspont, Bessenyei György Tanárképző Főiskola, Kerengő Galéria, 1993

- Kettőspont, Rosti Pincegaléria, Dunaújváros, 1993

- Kettőspont, II. Rákóczi Ferenc Megyei Könyvtár, Miskolc, 1994

- Kettőspont, Városi Könyvtár, Tata, 1994

- NorMail Art ’96, Mini Galéria, Miskolc, 1996

- Beszélő viszony, Teleki Tehetséggondozó Kollégium, Miskolc, 1998

- Falvédő, Fényirda, Miskolc, 1999

- Más, D'arts Café, 1999

- NorMail Art ’06, Pelikán Galéria, Székesfehérvár, 2006

- Imola nem áll szóba velem, Magyar Tudományos Akadémia, Miskolci Akadémiai Bizottság, 2007

- Itt és itt, ezzel és ezzel a címmel, ekkor és ekkor, Herman Ottó Múzeum-Miskolci Galéria, Feledy-ház, Miskolc, 2015

- Ide és ide, erről és erről, ezeknek és ezeknek, Magyar Elektrográfiai Társaság Galériája, Budapest, 2015

- Innen és innen, ettől és ettől, eddig és eddig, Nyíregyházi Főiskola, Vizuális Kultúra Intézet, Könyvtár Galéria, Nyíregyháza, 2015

- Mennyi és hányadik, egyik is, másik is, Arnolfini Archívum, Szigetszentmiklós, 2015

- Ekkora és akkorra, emilen és amolyan, Művészetek Háza, Szekszárd, 2015

- Kerül, ahová kerül, való, ahová való, József Attila Művelődési Ház, Dorog, 2015

- Mindenütt jó, de a legjobb, 21. Önök kerték Spanyolnátha Kertfesztivál, Hernádkak, 2015

- Minden jó, ha jó a, Szigligeti Színház Stúdiója, Nagyvárad, 2015

## Egyéb (művészeti, pedagógiai, újságírói, közművelődési) tevékenység
- 1990-1991 Ady Endre Általános Iskola, Miskolc, tanító, osztályfőnök

- 1991 Izsó Miklós Művelődési Ház, Izsófalva, művészeti előadó

- 1992 Munkácsy Mihály Általános Iskola, Miskolc, tanító, napközis nevelő

- 1994 Déli Hírlap, napilap, Provincia című hétvégi melléklet, irodalmi szerkesztő

- 1995-1996 Miskolci Bölcsész Egyesület, tanár (Avantgárd irodalom)

- 1995-1997, 2001-2005 Új Holnap, irodalmi folyóirat, irodalmi szerkesztő

- 1996-1998 Észak-Magyarország, napilap, Literátor című hétvégi melléklet, irodalmi szerkesztő

- 1996-1998 Miskolci Galéria Városi Művészeti Múzeum, múzeumi népművelő

- 1998-2000 Tipp Magazin, Miskolc, hetilap, filmkritikus

- 1998-2003 Miskolci Postaigazgatóság, sajtóreferens, kreatív szövegíró

- 1993-1996, 1998- szellemi szabadfoglalkozású

- 1999-2010 Parnasszus, költészeti folyóirat, olvasószerkesztő

- 2010- Parnasszus, költészeti folyóirat, munkatárs, képzőművészeti szerkesztő

- 2007- P'art Könyvek, Parnasszus Kiadó, sorozatszerkesztő

- 2006-2007 Miskolci Nap, hetilap, rovatgazda tárcaíró

- 2006-2007 Új Magyar Szó, napilap, Bukarest, rovatgazda tárcaíró

- 2003-2008 Károly Róbert Főiskola, Gyöngyös, pr munkatárs, kreatív szövegíró

## Családja
1992-ben kötött házasságot Dobák Leonórával, Levente nevű gyermekük 1996-ban született.

## Munkásságáról lexikonokban
- Kortárs Magyar Művészeti Lexikon
- JAK Lexikon
- Ki Kicsoda 2000, 2002, 2004, 2006, 2009
- Who is Who in Europe 2003